# مسعود برزین
امیر مسعود برزین (زاده ۴ آبان ۱۲۹۹ در تهران – درگذشته ۲۷ مرداد ۱۳۸۹ در تهران) روزنامه‌نگار ایرانی و در یک ماه آخر حکومت پهلوی رئیس سازمان رادیو تلویزیون ملی ایران بود. او نخستین رئیس سندیکای نویسندگان و خبرنگاران ایران بود.

## خانواده
مسعود برزین در ۴ آبان ۱۲۹۹ در تهران زاده شد. پدرش ابوالفتح برزین، سرتیپ ارتش، و مادرش عصمت خانم شامبیاتی بود. دودمان برزین به قبایل قره قوینلو برمی‌گشت. جد پدریش، امیرخان سردار، ملقب به سردار شهید بود که در یکی از جنگ‌های ایران و روس در دوره قاجاریان، فرماندهی قوای ایران را به عهده داشت و در شهر گنجه در هنگام جنگ، جان خود را از دست داد. بعدها پسرش مصطفی‌خان امیر تومان به فرماندهی لشکر رسید. فرزند او محمد حسن‌خان معتصم نظام، معروف به حسن خان میر پنج بود که ریاست محاکمات وزارت جلیله عسکریه (دادگاه عالی ارتش در آن هنگام) را به عهده داشت. فرزند او ابوالفتح، پدر مسعود برزین بود.

## زندگی
مسعود در ۱۲ سالگی مادر خود را از دست داد و کودکی را همراه پدر که همواره در مأموریت ارتش بود در شهرهای کرمانشاه، رشت، و اصفهان گذراند.
او نخست در دبستان ادب تهران و سپس در شبانه‌روزی کالج اصفهان درس خواند. پس از بازگشت به تهران به دبیرستان فیروزبهرام رفت و پس از آن در دانشگاه تهران به تحصیل ادبیات انگلیسی پرداخت. برای مدتی به انگلستان سفر کرد و یک دوره روزنامه‌نگاری را در کالج مطبوعاتی لندن گذراند.
مسعود برزین در دهه ۱۳۳۰ با مهین عظیما، که فارغ‌التحصیل دانشکده هنرهای زیبا و نقاش بود و بعدها از پیشکسوتان نقاشی پشت شیشه شد ازدواج کرد و صاحب سه فرزند به نام‌های سعید، شاهین، و گلبرگ شد.

## کنش سیاسی
مسعود برزین خدمت سربازی را در مدرسه افسری سپری کرد. او در ۲۱ آبان ۱۳۲۱ در دوران حکومت احمد قوام در یک تظاهرات ضد دولتی در تهران هدف گلوله سربازان متفقین قرار گرفت و پای راستش جراحت برداشت. علی‌رغم این نوع ماجراجویی‌های جوانی، مسعود برزین هیچ‌گاه وارد فعالیت سیاسی نشد و در همه زندگی نیز تمایلی به شرکت در هیچ دسته و گروهی پیدا نکرد.
او باور داشت که سیاست، میدان رقابت‌های شخصی است. در عوض، با تلفیق دیوان‌سالاری، و کارشناسی، و فن‌سالاری می‌توان کشور را آباد کرد و از کنار رقابت‌های سیاسی بی‌سروصدا گذشت.

## پیش از انقلاب
مسعود برزین کار را از زمان تحصیل با آموزش در دبیرستان فیروز بهرام آغاز کرد. سپس مترجم خبرگزاری پارس، خبرنگار و سردبیر مهر ایران و سردبیر مجله خواندنیها شد. در پایان جنگ جهانی دوم به عنوان خبرنگار در کنفرانس صلح پاریس شرکت کرد.
مسعود برزین در دهه ۱۳۳۰ در سفارت هند مترجم و سپس رابط فرهنگی سفارت شد. ۳۶ ساله بود که به ریاست روابط عمومی شرکت ملی نفت ایران درآمد. اما همیشه به کار نویسندگی و مطبوعاتی ادامه داد.
سپس به مأموریت اداره روابط عمومی شرکت تصفیه نفت در آبادان رفت. با بروز تنش میان ایران و عراق، مسعود برزین، کشیک شبانه پست‌های حفاظتی شهر را به عهده گرفت.
وی پس از شرکت نفت تا کار در دفتر فرح پهلوی، رئیس سازمان رادیو تلویزیون ملی ایران بود.
برزین در سال ۱۳۴۸ و در دوران ریاست سید حسین نصر، به ریاست روابط عمومی دفتر فرح پهلوی منصوب شد. او تلاش کرد که تماس مردم عادی با فرح را افزایش دهد. چند بار هم او را در سفرهای خارجی همراهی کرد. مسعود برزین با اینکه خاطرات فراوانی از این دوران داشت به ندرت از آن‌ها یاد می‌کرد. او معتقد بود که قضاوت نهایی در مورد دودمان پهلوی را باید بدست تاریخ سپرد تا آیندگان به حق، داوری کنند.
مسعود برزین در سال ۱۳۵۳ بدنبال اختلاف نظر با برخی از مقامات دفتر فرح از کار خود استعفاء داد و به دانشگاه تهران رفت. او مدت چهار سال مشاور رئیس دانشگاه تهران و مدرس روزنامه‌نگاری و روابط عمومی بود.
او به پیشنهاد شاپور بختیار رئیس سازمان رادیو تلویزیون ملی ایران شد و این سمت را تا هنگام سرنگونی حکومت پهلوی بر عهده داشت. پخش مستقیم ورود روح‌الله خمینی به ایران از تلویزیون ایران در زمان او اتفاق افتاد.

## پس از انقلاب
مسعود برزین با پیروزی انقلاب ۱۳۵۷ برای ۱۲۳ روز به زندان افتاد. این دوره، باعث تغییر مَنِش خوشروی او به خُشکرویی شد. او پس از آزادی از زندان، خانه‌نشین شد. مسعود برزین، ممنوع المعامله، و ممنوع الخروج شد و حقوق بازنشستگی و حق بیمه او را نیز قطع کردند. با آغاز ریاست جمهوری سید محمد خاتمی و باز شدن فضای مطیوعاتی، دوباره به مسعود برزین روی آوردند. اما حقوق بازنشستگی و بیمه دوران خدمت را تا ۸۵ سالگی به وی پرداخت نکردند.

## پایان عمر
برزین در سال‌های آخر زندگی، دچار بیماری پارکینسون و زمینگیر بود. اما روحیه آرام و خوشرویی خود را حفظ کرد و هرگز شکایتی به زبان نیاورد. در این دوران همسرش زحمت مراقبت شبانه‌روزی و طاقت فرسای او را به دوش کشید.
مسعود برزین در تاریخ ۲۷ مرداد ۱۳۸۹ در تهران درگذشت. وی ۲۸ مرداد ۱۳۸۹ در گورستان بهشت زهرا در قطعه ۲۳۱، ردیف ۸۰، شماره ۶ به خاک سپرده شد.
مسعود برزین در خاطرات خود می‌نویسد: «در طول چهل سال بیش از ۱۷ کار مختلف داشتم. علتش این بود که میز اداره راضی و قانعم نمی‌ساخت. میل داشتم از این شاخه به آن شاخه بپرم. تجربیات اجتماعی و فرهنگی بیابم. همیشه فردی بودم جستجوگر».

## برگردان
مهاتما گاندی، الهام‌بخش مسعود برزین بوده و چند کتاب دربارهٔ او جنبش عدم خشونت برگردان نموده بود.